# 278. Infanterie-Division (Wehrmacht)
Die 278. Infanterie-Division war ein militärischer Großverband der Wehrmacht.

## Geschichte

### Aufstellung
Mit der Aufstellung einer 278. Infanterie-Division wurde bereits ab 22. Mai 1940 im Rahmen der 10. Aufstellungswelle in Schlesien begonnen. Nach dem Sieg im Westfeldzug wurde diese Aufstellung jedoch abgebrochen.

### Wiederaufstellung
Im Rahmen der 22. Aufstellungswelle entstand die 278. Inf.-Div. dann endgültig ab dem 17. November 1943 bei der 14. Armee in Oberitalien. Die Division erhielt dazu vor allem den Stab und diverse Einheiten der in der Ukraine bei der Heeresgruppe Süd aufgelösten 333. Infanterie-Division, aber auch Einheiten der 110., 161., 294. und 356. Inf.-Div. Die personelle Auffüllung erfolgte vor allem durch Rekruten des Jahrgangs 1926.

### Verlegung nach Italien
Im Großverband der Heeresgruppe C und dort bei der 10. Armee wurde die 278. Inf.-Div. nach beendeter Aufstellung ab Juni 1944 an der Front in Mittelitalien eingesetzt, wo sie sich mehrfach auszeichnete und zu den besonders bewährten Divisionen gezählt wurde.
Schwere Kämpfe führte die Division vor allem um die Städte Ancona, Rimini und Forlì.

### Auflösung durch Umbenennung
Am 3. April 1945 wurde die Division in 278. Volksgrenadier-Division umbenannt.

## 278. Volksgrenadier-Division

### Aufstellung durch Umbenennung
Der letzte Großangriff der Alliierten gegen die deutsche Italienfront ab 10. April 1945 führte zum raschen Zusammenbruch der geschwächten und kaum noch versorgten Verbände und zu teilweise regellosen Rückzügen Richtung Alpen.

### Vernichtung
Die 278. Volksgrenadier-Div. wurde dabei Ende April 1945 am Panaro-Fluss in der Po-Ebene zerschlagen.

### Kapitulation
Die Reste kapitulierten – wie die ganze Heeresgruppe C – am 2. Mai 1945 und gerieten bei Belluno in US-amerikanische Kriegsgefangenschaft.

## Kriegsverbrechen
Im Rahmen des Einsatzes in Mittelitalien waren Angehörige der Division an Kriegsverbrechen an der Zivilbevölkerung beteiligt. So wurden laut dem von der Deutschen Bundesregierung finanzierten und von einer Historikerkommission geleiteten Projekts Atlante degli Stragi Naziste e Fasciste in Italia (dt. Atlas der nazistischen und faschistischen Massaker in Italien) am 12. Juli 1944 in Offagna in der Provinz Ancona bei Plünderungen der abziehenden Division sieben Zivilisten darunter Frauen und Kinder getötet.

## Personen
| Dienstzeit                           | Dienstgrad             | Name             |
| ------------------------------------ | ---------------------- | ---------------- |
| Juni/Juli 1940                       | General der Infanterie | Hubert Gercke    |
| 1. Dezember 1943 bis 28. Januar 1944 | Generalleutnant        | Harry Hoppe      |
| 28. Januar bis 5. März 1944          | Generalmajor           | Paul Bornscheuer |
| 5. März 1944 bis zur Kapitulation    | Generalleutnant        | Harry Hoppe      |

| Dienstzeit                           | Dienstgrad     | Name                                   |
| ------------------------------------ | -------------- | -------------------------------------- |
| 20. Januar 1944 bis 26. Februar 1945 | Oberstleutnant | Wolfgang Klennert                      |
| 26. Februar bis 8. Mai 1945          | Major          | Erich Freiherr Loeffelholz von Colberg |

## Gliederung
| 1940 (geplant)           | 1944                             |
| ------------------------ | -------------------------------- |
| Infanterie-Regiment 547  | Grenadier-Regiment 992           |
| Infanterie-Regiment 548  | Grenadier-Regiment 993           |
| Infanterie-Regiment 549  | Grenadier-Regiment 994           |
| Artillerie-Abteilung 278 | Artillerie-Regiment 278          |
| Divisionseinheiten 278   | Pionier-Bataillon 278            |
| Divisionseinheiten 278   | Panzerjäger-Abteilung 278        |
| Divisionseinheiten 278   | Divisions-Füsilier-Bataillon 278 |
| Divisionseinheiten 278   | Feldersatz-Bataillon 278         |
| Divisionseinheiten 278   | Nachrichten-Abteilung 278        |
| Divisionseinheiten 278   | Nachschubtruppen 278             |
|                          | Battaglione D’Assalto „Forlì“    |